# Regierung Aberdeen

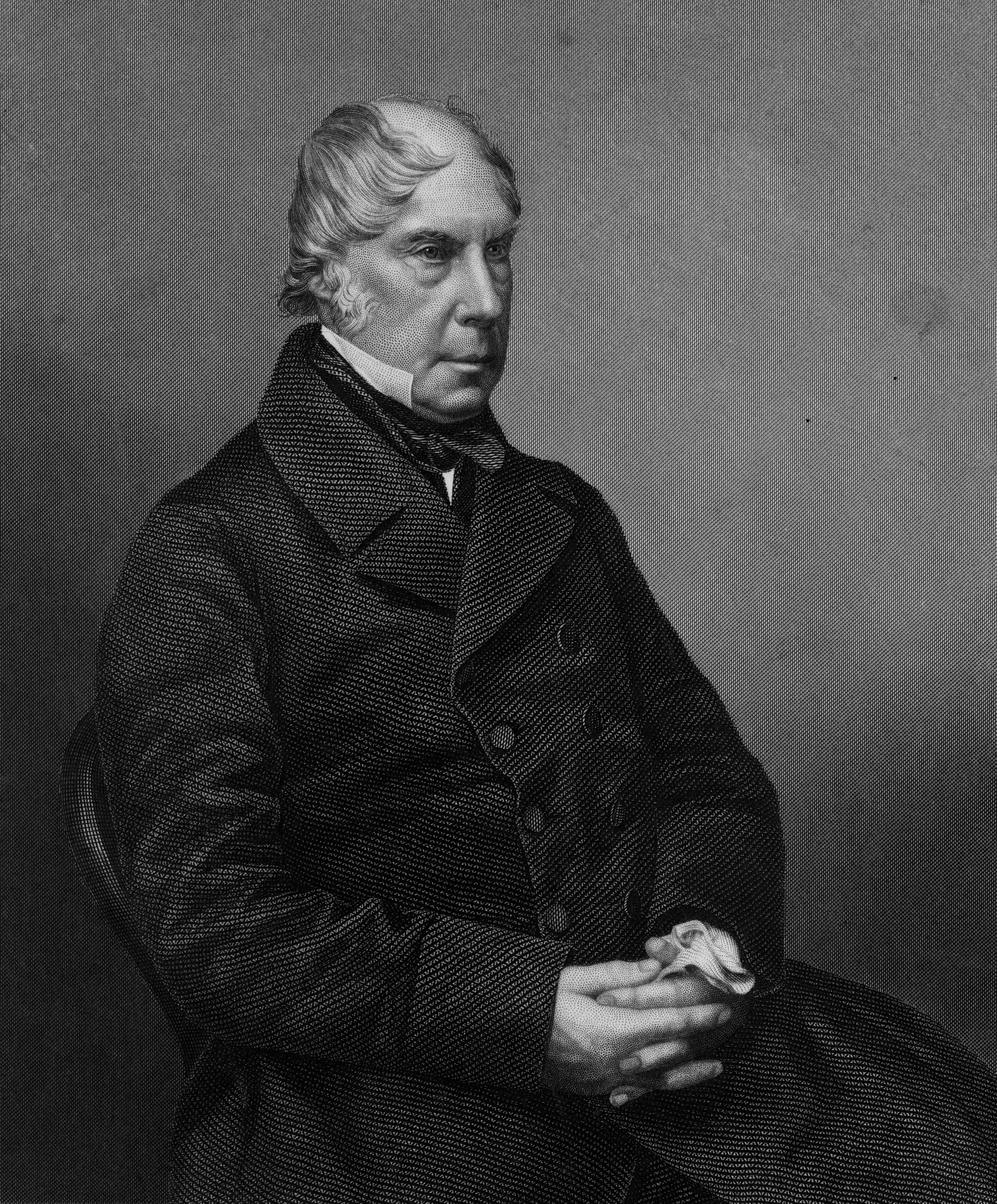
George Hamilton-Gordon, 4. Earl of Aberdeen war zwischen 1852 und 1855 Premierminister.

Die Regierung Aberdeen war die Regierung im Vereinigten Königreich Großbritannien und Irland in der Zeit vom 19. Dezember 1852 bis zum 6. Februar 1855. Die Regierung wurde von Premierminister George Hamilton-Gordon, 4. Earl of Aberdeen gebildet und löste die erste Regierung Derby ab. Die Regierung bestand aus Mitgliedern der Peeliten sowie Whigs, wobei es am 21. März 1853, am 12. April sowie am 10. Juni 1854 zu Umbildungen des Kabinetts kam. Die Regierung wurde von der ersten Regierung Palmerston abgelöst, nachdem Aberdeen wegen Kritik an seiner Kriegspolitik zurückgetreten war.

## Außen- und Innenpolitik
1853 endete der 1852 begonnene Zweite Anglo-Birmanische Krieg mit der britischen Annexion von Unterbirma einschließlich Pegu. Pagan Min wurde als König von Birma von seinem Bruder Mindon Min abgelöst, der Mandalay als neue Hauptstadt begründete. 1853 stoppte Großbritannien den Transport seiner Sträflinge auf die australische Insel Tasmanien. Der englische Finanzier Samuel Montagu gründete eine Firma und eine Devisenbörse, die zum weltweit größten Goldhandelszentrum werden sollte. London sollte nun zur zentralen Clearingstelle des internationalen Geldmarktes werden. Das Parlament stimmte dem Bau einer U-Bahn zwischen Farringdon Street und Bishop’s Road in Paddington zu und errichtete die erste städtische U-Bahn für den öffentlichen Nahverkehr. Am 6. Januar 1854 drangen die britische und die französische Flotte in das Schwarze Meer ein, um eine russische Invasion des Osmanischen Reiches zu verhindern. Um ein weiteres Vordringen Russlands nach Westen zu verhindern, schlossen Großbritannien und Frankreich am 12. Februar 1854 ein Bündnis mit dem Osmanischen Reich und erklärten Russland am 28. März 1854 den Krieg, nachdem es ein Ultimatum zur Räumung der Donauprovinzen ignoriert hatte. Im folgenden Krimkrieg belagerten alliierte Truppen Sewastopol auf der Halbinsel Krim und besiegten die Russen in den Schlachten an der Alma (30. September 1854), bei Balaklawa (25. Oktober 1854) und bei Inkerman (5. November 1854).

## Mitglieder des Kabinetts
| Amt | Amtsinhaber                                                  | Partei   | Beginn der Amtszeit             | Ende der Amtszeit             |
| --- | ------------------------------------------------------------ | -------- | ------------------------------- | ----------------------------- |
| Prime Minister (Premierminister)                                                                                              | George Hamilton-Gordon, 4. Earl of Aberdeen                  | Peeliten | 19. Dezember 1852               | 6. Februar 1855               |
| First Lord of the Treasury (Erster Lord des Schatzamtes)                                                                      | Edward Smith-Stanley, 14. Earl of Derby                      | Peeliten | 19. Dezember 1852               | 6. Februar 1855               |
| Lord Chancellor (Lordkanzler)                                                                                                 | Robert Rolfe, 1. Baron Cranworth                             | Whig     | 28. Dezember 1852               | 6. Februar 1855               |
| Lord President of the Council (Präsident des Geheimen Kronrates)                                                              | Granville Leveson-Gower, 2. Earl Granville Lord John Russell | Whig     | 28. Dezember 1852 12. Juni 1854 | 12. Juni 1854 6. Februar 1855 |
| Lord Privy Seal (Lordsiegelbewahrer)                                                                                          | George Campbell, 8. Duke of Argyll                           | Whig     | 4. Januar 1853                  | 6. Februar 1855               |
| Secretary of State for Home Affairs (Innenminister)                                                                           | Henry Temple, 3. Viscount Palmerston                         | Whig     | 28. Dezember 1852               | 6. Februar 1855               |
| Secretary of State for Foreign Affairs (Außenminister)                                                                        | Lord John Russell George Villiers, 4. Earl of Clarendon      | Whig     | 28. Dezember 1852 21. März 1853 | 21. März 1853 6. Februar 1855 |
| Secretary of State for War and the Colonies (Minister für Krieg und Kolonien)                                                 | Henry Pelham-Clinton, 5. Duke of Newcastle                   | Peeliten | 28. Dezember 1854               | 10. Juni 1854                 |
| Secretary of State for War (Kriegsminister)                                                                                   | Henry Pelham-Clinton, 5. Duke of Newcastle                   | Peeliten | 12. Juni 1854                   | 30. Januar 1855               |
| Secretary of State for the Colonies (Minister für die Kolonien)                                                               | Sir George Grey, 2. Baronet                                  | Whig     | 12. Juni 1854                   | 8. Februar 1855               |
| First Lord of the Admiralty (Erster Lord der Admiralität)                                                                     | Sir James Graham, 2. Baronet                                 | Peeliten | 30. Dezember 1852               | 8. Februar 1855               |
| Chancellor of the Exchequer (Schatzkanzler)                                                                                   | William Ewart Gladstone                                      | Peeliten | 28. Dezember 1852               | 6. Februar 1855               |
| President of the Board of Control (Präsident des Kontrollausschusses)                                                         | Sir Charles Wood                                             | Whig     | 28. Dezember 1852               | 6. Februar 1855               |
| First Commissioner of Works (Minister für öffentliche Arbeiten)                                                               | Sir William Molesworth                                       | Whig     | 3. Januar 1853                  | 6. Februar 1855               |
| Secretary at War (Sekretär im Kriegsministerium)                                                                              | Sidney Herbert                                               | Peeliten | 28. Dezember 1852               | 6. Februar 1855               |
| Minister without Portfolio (Minister ohne Geschäftsbereich) Leader of the Whigs in the House of Lords (Führer des Oberhauses) | Henry Petty-Fitzmaurice, 3. Marquess of Lansdowne            | Whig     | 28. Dezember 1852               | 6. Februar 1855               |
| Minister without Portfolio (Minister ohne Geschäftsbereich)                                                                   | Lord John Russell                                            | Whig     | 26. März 1853                   | 8. Juni 1854                  |
| Chancellor of the Duchy of Lancaster (Kanzler des Herzogtums Lancaster)                                                       | Granville Leveson-Gower, 2. Earl Granville                   | Whig     | 21. Juni 1854                   | 6. Februar 1855               |

## Hintergrundliteratur
- Das Viktorianische England, in: Weltgeschichte in Bildern. Der Reichsgedanke. Die großen Nationen von 1850 bis 1914, Gondrom Verlag, Bayreuth 1982, ISBN 3-8112-0248-0
- Heinrich Pleticha (Herausgeber): Weltgeschichte. Fürstenhöfe und Fabriken. Die Welt im Zeitalter des Imperialismus, Bertelsmann Lexikon Verlag, Gütersloh 1996, ISBN 3-577-15010-6
- Ulrike Müller-Kaspar (Herausgeberin): Die Jahrtausendbibliothek. Das Neunzehnte Jahrhundert, Tosa Verlag, Wien 1999
- Das Viktorianische Zeitalter in Großbritannien, in: 2000 Jahre Weltgeschichte. Von Christi Geburt bis zum Jahr 2000, 1999, S. 494 ff.
- Chambers Dictionary of World History, Chambers Harrap 2002, ISBN 0-550-13000-4
- Timothy Venning: Compendium of British Office Holders, Palgrave Macmillan UK, 2005, ISBN 978-0-230-50587-2 (Onlineversion)
- Hywell Williams (Herausgeber): The Nineteenth Century World: 1800–1899, in: Cassell’s Chronology of World History. Dates, Events and Ideas that Made History, Weidenfeld & Nicolson, London 2005, ISBN 0-304-35730-8
- Der Große Ploetz. Die Enzyklopädie der Weltgeschichte, Verlag Vandenhoeck & Ruprecht, 35. Auflage, 2008, ISBN 978-3-525-32008-2